# Mauritian League 2024/25
Die   Mauritian League 2024/25 war die 80. Austragung der Fußballmeisterschaft auf Mauritius. Organisiert wurde die Liga von der Mauritius Football Association. An dem Wettbewerb nahmen zehn Mannschaften teil. Die Saison begann am 30. November 2024 und endete am 31. Mai 2025. Titelverteidiger war der Cercle de Joachim SC.

## Teilnehmende Mannschaften
| Mannschaft                 | Standort              | Stadion                     | Kapazität |
| -------------------------- | --------------------- | --------------------------- | --------- |
| Cercle de Joachim SC       | Curepipe              | Stade George V              | 6200      |
| GRSE Wanderers SC          | Centre de Flacq       | Stade Auguste Vollaire      | 4000      |
| Pamplemousses SC           | Pamplemousses         | Anjalay Stadium             | 16.000    |
| AS Port-Louis 2000         | Port Louis            | St. François Xavier Stadium | 5000      |
| Chebel Citizens SC         | Beau Bassin-Rose Hill | Sir Gaëtan Duval Stadium    | 6500      |
| AS Vacoas-Phoenix          | Vacoas-Phoenix        | Stade George V              | 6200      |
| Petite Rivière Noire FC    | Petite Rivière Noire  | Stade Germain Comarmond     | 5000      |
| Pointe-aux-Sables Mates SC | Port Louis            | Sir Gaëtan Duval Stadium    | 6500      |
| Entente Boulet Rouge SC    | Centre de Flacq       | Stade Auguste Vollaire      | 4000      |
| La Cure Waves SC           | Port Louis            | St. François Xavier Stadium | 2500      |

## Abschlusstabelle
| Pl. | Verein                         | Sp. | S  | U | N  | Tore    | Diff. | Punkte |
| --- | ------------------------------ | --- | -- | - | -- | ------- | ----- | ------ |
| 1.  | Cercle de Joachim SC (M)       | 18  | 14 | 4 | 0  | 035:600 | +29   | 46     |
| 2.  | La Cure Waves SC (N)           | 18  | 12 | 2 | 4  | 040:180 | +22   | 38     |
| 3.  | Pamplemousses SC               | 18  | 9  | 3 | 6  | 025:180 | +7    | 30     |
| 4.  | Petite Rivière Noire FC        | 18  | 7  | 5 | 6  | 021:190 | +2    | 26     |
| 5.  | Chebel Citizens SC             | 18  | 7  | 4 | 7  | 026:260 | ±0    | 25     |
| 6.  | AS Vacoas-Phoenix              | 18  | 6  | 4 | 8  | 022:300 | −8    | 22     |
| 7.  | AS Port-Louis 2000             | 18  | 6  | 3 | 9  | 021:250 | −4    | 21     |
| 8.  | Pointe-aux-Sables Mates SC (N) | 18  | 5  | 4 | 9  | 018:240 | −6    | 19     |
| 9.  | Entente Boulet Rouge SC        | 18  | 4  | 4 | 10 | 022:340 | −12   | 16     |
| 10. | GRSE Wanderers SC              | 18  | 1  | 5 | 12 | 020:500 | −30   | 08     |

| Zum Saisonende 2024/25:                                                      |
| Mauritianischer Meister und Qualifikation zur CAF Champions League Absteiger |

| Zum Saisonende 2024: |                                                                               |
| (M)                  | Amtierender Meister: Cercle de Joachim SC                                     |
| (N)                  | Aufsteiger aus der zweiten Liga: Pointe-aux-Sables Mates SC, La Cure Waves SC |